# Saint-Geniez-d'Olt-et-d'Aubrac
Saint-Geniez-d'Olt-et-d'Aubrac é uma comuna francesa na região administrativa da Occitânia, no departamento de Aveyron. Estende-se por uma área de 90,17 km². Em 2010 a comuna tinha 2 246 habitantes (densidade: 24,9 hab./km²).
A municipalidade foi estabelecida em 1 de janeiro de 2016 e consiste na fusão das antigas comunas de Saint-Geniez-d'Olt e Aurelle-Verlac.